# اویاک
اویاک (انگلیسی: OYAK) شرکت دولتی خوشه‌ای و صندوق بازنشستگی ترکیه‌ای است، که در سال ۱۹۶۱ تأسیس شد و هم‌اکنون در زمینه ارائه خدمات مالی، ترابری، کشاورزی، صنایع شیمیایی، انرژی، استخراج معادن و مصالح ساختمانی فعالیت می‌کند. وزارت دفاع ملی ترکیه مالکیت شرکت اویاک را در اختیار دارد.